# Brevimyrus niger
Brevimyrus niger е вид лъчеперка от семейство Mormyridae. Видът не е застрашен от изчезване.

## Разпространение
Разпространен е в Бенин, Буркина Фасо, Гамбия, Гана, Гвинея, Гвинея-Бисау, Етиопия, Камерун, Кот д'Ивоар, Мали, Нигер, Нигерия, Сенегал, Того, Централноафриканска република, Чад и Южен Судан.